# Gustaaf De Haeck
Karel Lodewijk Gustaaf De Haeck, né le 13 août 1894 à Hofstade (Flandre-Orientale) et décédé le 27 décembre 1969 à Alost fut un homme politique belge catholique, tendance ACW.
De Haeck fut employé aux chemins de fer.
Il fut élu sénateur de l'arrondissement d'Audenarde-Alost (1946-1954).

## Sources
- Bio sur ODIS